# 2918 Salazar
2918 Salazar è un asteroide della fascia principale. Scoperto nel 1980, presenta un'orbita caratterizzata da un semiasse maggiore pari a 3,1711039 UA e da un'eccentricità di 0,1581267, inclinata di 2,09206° rispetto all'eclittica.